# Llista de ciutats de Geòrgia

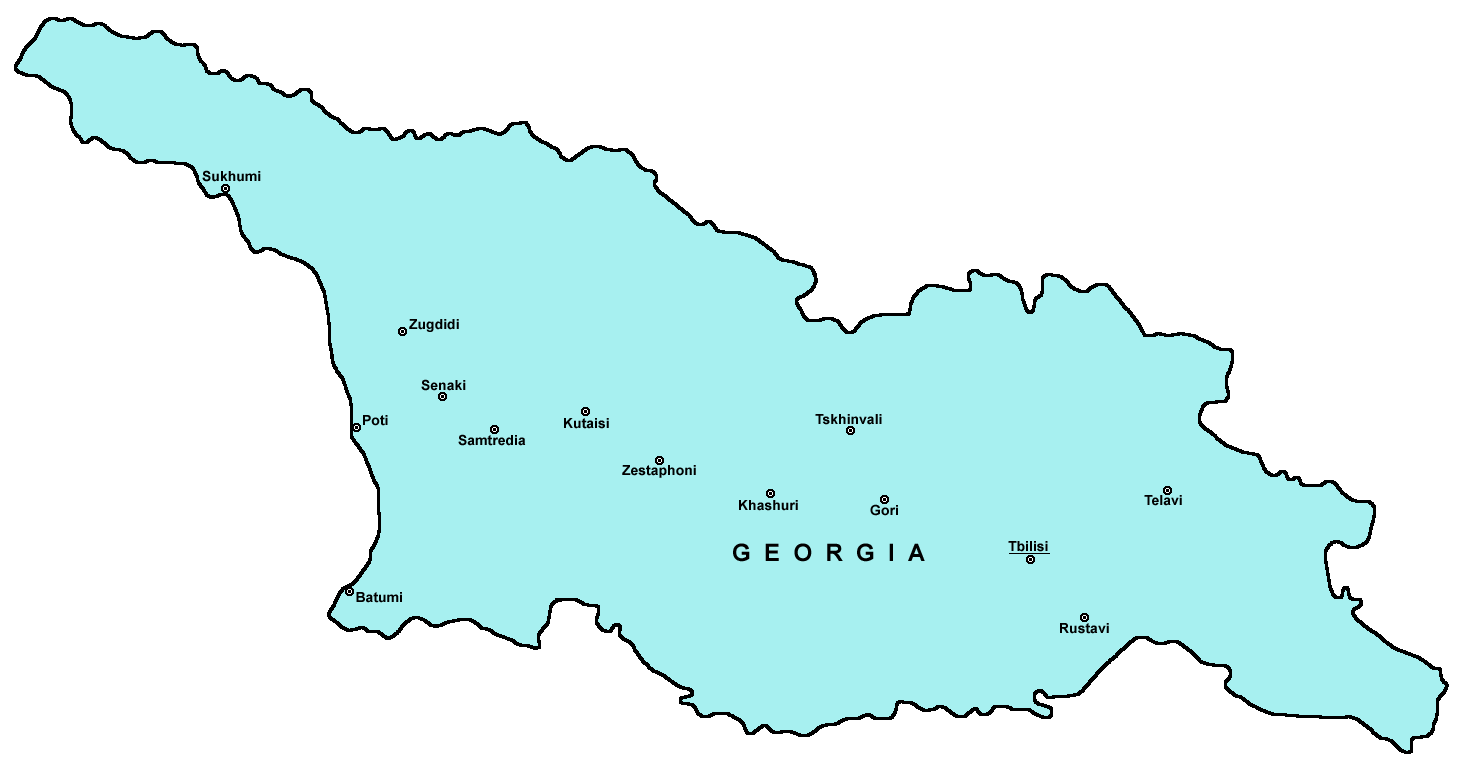
Principals ciutats de Geòrgia

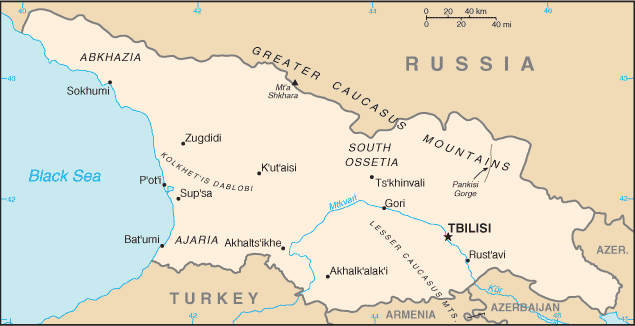
Mapa de Geòrgia

La següent llista de ciutats georgianes es divideix en tres llistes separades per a la pròpia Geòrgia i els territoris en disputa d'Abkhàzia i Ossètia del Sud. Tot i que no és reconegut per la majoria dels països, Abkhàzia i Ossètia del Sud són de facto independent des de, respectivament, 1992 i 1991.

## Ciutats de Geòrgia
Aquesta és una llista de les ciutats i pobles (georgià: ქალაქი, Kalaki) de Geòrgia, segons les dades del cens de 2002 del Departament d'Estadístiques de Geòrgia. La llista no inclou els assentaments de tipus urbà més petits categoritzats a Geòrgia com a Daba (დაბა). La llista tampoc no inclou les ciutats i pobles dels territoris en disputa d'Abkhàzia i Ossètia del Sud.
| Rang | Nom            | Nom en georgià | Població 1989 | Població 2002 | Població 2009 | Població 2012 | Regió administrativa            |
| ---- | -------------- | -------------- | ------------- | ------------- | ------------- | ------------- | ------------------------------- |
| 1    | Tbilisi        | თბილისი        | 1.243.200     | 1.073.300     | 1.106.700     | 1.480.000     | Tbilisi (regió capital)         |
| 2    | Kutaissi       | ქუთაისი        | 232.500       | 186.000       | 188.600       | 197.000       | Imerècia                        |
| 3    | Batum          | ბათუმი         | 136.900       | 121.800       | 122.500       | 180.000       | Adjària                         |
| 4    | Rustavi        | რუსთავი        | 159.000       | 116.400       | 117.400       | 122.500       | Kvemo Kartli                    |
| 5    | Zúgdidi        | ზუგდიდი        | 49.600        | 68.900        | 72.300        | 75.900        | Samegrelo-Zemo Svaneti          |
| 6    | Gori           | გორი           | 67.800        | 49.500        | 50.800        | 50.800        | Xida Kartli                     |
| 7    | Poti           | ფოთი           | 50.600        | 47.100        | 47.500        | 47.500        | Samegrelo-Zemo Svaneti          |
| 8    | Samtrèdia      | სამტრედია      | 34.300        | 29.800        | 29.600        | 29.600        | Imerècia                        |
| 9    | Khaixuri       | ხაშური         | 31.700        | 28.600        | 28.300        | 28.300        | Xida Kartli                     |
| 10   | Senaki         | სენაკი         | 28.900        | 28.100        | 28.100        | 28.100        | Samegrelo-Zemo Svaneti          |
| 11   | Zestaponi      | ზესტაფონი      | 25.900        | 24.200        | 24.500        | 24.500        | Imerècia                        |
| 12   | Marneuli       | მარნეული       | 27.100        | 20.100        | 22.000        | 22.000        | Kvemo Kartli                    |
| 13   | Telavi         | თელავი         | 27.800        | 21.800        | 20.100        | 20.100        | Kakheti                         |
| 14   | Akhaltsikhe    | ახალციხე       | 24.700        | 18.500        | 19.200        | 19.200        | Samtskhe-Javakheti              |
| 15   | Kobuleti       | ქობულეთი       | 20.600        | 18.600        | 18.900        | 18.900        | Adjària                         |
| 16   | Ozurgueti      | ოზურგეთი       | 23.300        | 18.700        | 18.300        | 18.300        | Gúria                           |
| 17   | Tskaltubo      | წყალტუბო       | 17.400        | 16.800        | 16.800        | 16.800        | Imerècia                        |
| 18   | Kaspi          | კასპი          | 17.100        | 15.200        | 15.300        | 15.300        | Xida Kartli                     |
| 19   | Gardabani      | გარდაბანი      | 17.000        | 11.900        | 14.100        | 14.100        | Kvemo Kartli                    |
| 20   | Txiatura       | ჭიათურა        | 28.900        | 13.800        | 13.800        | 13.800        | Imerècia                        |
| 21   | Tkibuli        | ტყიბული        | 22.000        | 14.500        | 13.800        | 13.800        | Imerècia                        |
| 22   | Borjomi        | ბორჯომი        | 17.800        | 14.400        | 13.600        | 13.600        | Samtskhe-Javakheti              |
| 23   | Sagaredjo      | საგარეჯო       | 14.400        | 12.600        | 11.500        | 11.500        | Kakheti                         |
| 24   | Bolnissi       | ბოლნისი        | 14.900        | 9.900         | 11.300        | 11.300        | Kvemo Kartli                    |
| 25   | Khoni          | ხონი           | 14.300        | 11.300        | 11.000        | 11.000        | Imerècia                        |
| 26   | Gurdjaani      | გურჯაანი       | 12.600        | 10.000        | 9.500         | 9.500         | Kakheti                         |
| 27   | Akhalkalaki    | ახალქალაქი     | 15.200        | 9.800         | 9.400         | 9.400         | Samtskhe-Javakheti              |
| 28   | Tsalendjikha   | წალენჯიხა      | 9.300         | 9.000         | 9.300         | 9.300         | Samegrelo-Zemo Svaneti          |
| 29   | Kvareli        | ყვარელი        | 11.300        | 9.000         | 8.600         | 8.600         | Kakheti                         |
| 30   | Akhmeta        | ახმეტა         | 8.900         | 8.600         | 8.400         | 8.400         | Kakheti                         |
| 31   | Mtskheta       | მცხეთა         | 8.900         | 7.700         | 7.800         | 7.800         | Mtskheta-Mtianeti               |
| 32   | Kareli         | ქარელი         | 8.300         | 7.200         | 7.600         | 7.600         | Xida Kartli                     |
| 33   | Lantxkhuti     | ლანჩხუთი       | 9.000         | 7.900         | 7.500         | 7.500         | Gúria                           |
| 34   | Lagodekhi      | ლაგოდეხი       | 9.000         | 6.900         | 7.500         | 7.500         | Kakheti                         |
| 35   | Dedoplistskaro | დედოფლისწყარო  | 10.100        | 7.700         | 7.300         | 7.300         | Kakheti                         |
| 36   | Duixeti        | დუშეთი         | 8.500         | 7.300         | 7.100         | 7.100         | Mtskheta-Mtianeti               |
| 37   | Satxkhere      | საჩხერე        | 7.800         | 6.700         | 6.900         | 6.900         | Imerècia                        |
| 38   | Abaixa         | აბაშა          | 7.200         | 6.400         | 6.300         | 6.300         | Samegrelo-Zemo Svaneti          |
| 39   | Tsnori         | წნორი          | 2.900         | 6.100         | 6.100         | 6.100         | Kakheti                         |
| 40   | Ninotsminda    | ნინოწმინდა     | 6.900         | 6.300         | 6.100         | 6.100         | Samtskhe-Javakheti              |
| 41   | Terdjola       | თერჯოლა        | 6.300         | 5.500         | 6.100         | 6.100         | Imerècia                        |
| 42   | Khobi          | ხობი           | 6.600         | 5.600         | 5.800         | 5.800         | Samegrelo-Zemo Svaneti          |
| 43   | Martvili       | მარტვილი       | 6.000         | 5.600         | 5.600         | 5.600         | Samegrelo-Zemo Svaneti          |
| 44   | Vale           | ვალე           | 6.300         | 5.000         | 5.000         | 5.000         | Samtskhe-Javakheti              |
| 45   | Djvari         | ჯვარი          | 5.100         | 4.800         | 4.800         | 4.800         | Samegrelo-Zemo Svaneti          |
| 46   | Bagdati        | ბაღდათი        | 5.500         | 4.700         | 4.800         | 4.800         | Imerècia                        |
| 47   | Vani           | ვანი           | 6.400         | 4.600         | 4.600         | 4.600         | Imerècia                        |
| 48   | Tetritskaro    | თეთრიწყარო     | 8.600         | 4.000         | 3.800         | 3.800         | Kvemo Kartli                    |
| 49   | Dmanissi       | დმანისი        | 8.600         | 3.400         | 3.600         | 3.600         | Kvemo Kartli                    |
| 50   | Oni            | ონი            | 5.500         | 3.300         | 3.000         | 3.000         | Ratxa-Lechkhumi i Kvemo Svaneti |
| 51   | Anaklia        | ანაკლია        | 2.500         | 2.500         | 2.500         | 2.500         | Samegrelo-Zemo Svaneti          |
| 52   | Ambrolauri     | ამბროლაური     | 2.900         | 2.500         | 2.400         | 2.400         | Ratxa-Lechkhumi i Kvemo Svaneti |
| 53   | Signagui       | სიღნაღი        | 3.100         | 2.100         | 2.300         | 2.300         | Kakheti                         |
| 54   | Tsalka         | წალკა          | 8.000         | 1.700         | 2.000         | 2.000         | Kvemo Kartli                    |
| 55   | Tsagueri       | ცაგერი         | 1.400         | 2.000         | 1.800         | 1.800         | Ratxa-Lechkhumi i Kvemo Svaneti |

## Ciutats i pobles d'Abkhàzia
Aquesta és una llista de les majors ciutats i pobles d'Abkhàzia. Les dades per a 1989 són dades oficials del Departament d'Estadística de Geòrgia, les dades de 2010 són estimacions no oficials del Nomenclàtor Mundial.
| Posició | Nom        | Nom en georgià | Nom en abkhaz | Població 1989 | Població 2010 | Regió administrativa   |
| ------- | ---------- | -------------- | ------------- | ------------- | ------------- | ---------------------- |
| 1       | Sukhumi    | სოხუმი         | Аҟәа          | 119.200       | 39.100        | Districte de Sukhumi   |
| 2       | Tkvartxeli | ტყვარჩელი      | Тҟәарчал      | 21.700        | 16.800        | Districte d'Otxamtxira |
| 3       | Otxamtxira | ოჩამჩირე       | Очамчыра      | 20.100        | 14.300        | Districte d'Otxamtxira |
| 4       | Gali       | გალი           | Гал           | 15.800        | 10.800        | Districte de Gali      |
| 5       | Gudauta    | გუდაუთა        | Гәдоуҭа       | 14.900        | 10.800        | Districte de Gudauta   |
| 6       | Pitsunda   | ბიჭვინთა       | Пиҵунда       | 11.000        | 8.500         | Districte de Gagra     |
| 7       | Gulripxi   | გულრიფში       | Гәылрыҧшь     | 11.800        | 8.200         | Districte de Gulripxi  |
| 8       | Gagra      | გაგრა          | Гагра         | 24.000        | 7.700         | Districte de Gagra     |
| 9       | Novi Atos  | ახალი ათონი    | Афон Ҿыц      | 3.200         | 3.700         | Districte de Gudauta   |

## Ciutats i pobles d'Ossètia del Sud
Aquesta és una llista de les majors ciutats i pobles d'Ossètia del Sud. Les dades per a 1989 són dades oficials del Departament d'Estadística de Geòrgia, les dades de 2010 són estimacions no oficials del Nomenclàtor Mundial.
| Posició | Nom       | Nom en georgià | Nom en osseti | Població 1989 | Població 2010 | Regió administrativa |
| ------- | --------- | -------------- | ------------- | ------------- | ------------- | -------------------- |
| 1       | Tskhinval | ცხინვალი       | Цхинвал       | 42.300        | 30.000        | Districte de Gori    |